# Golden Gate National Cemetery

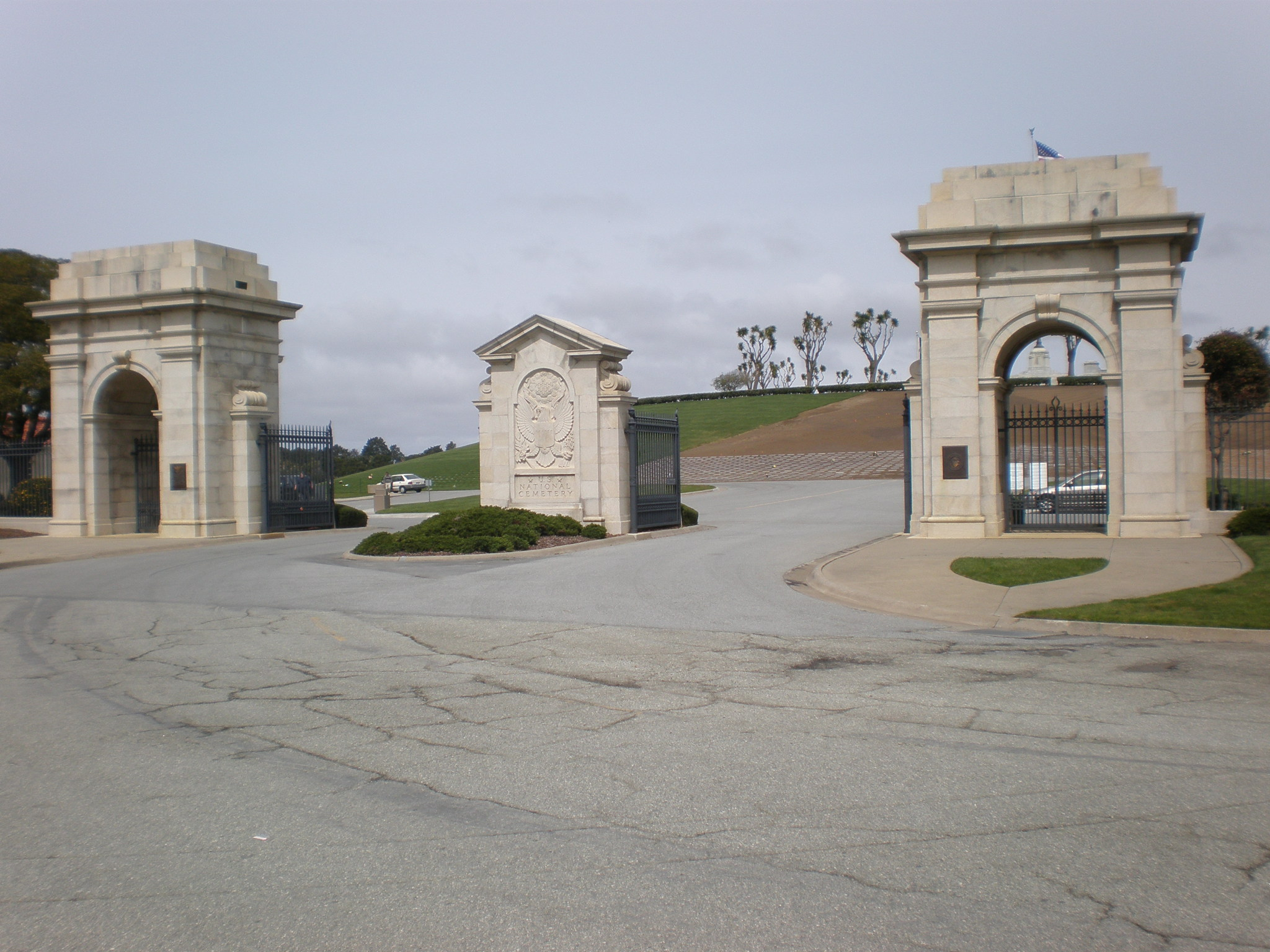
Eingang

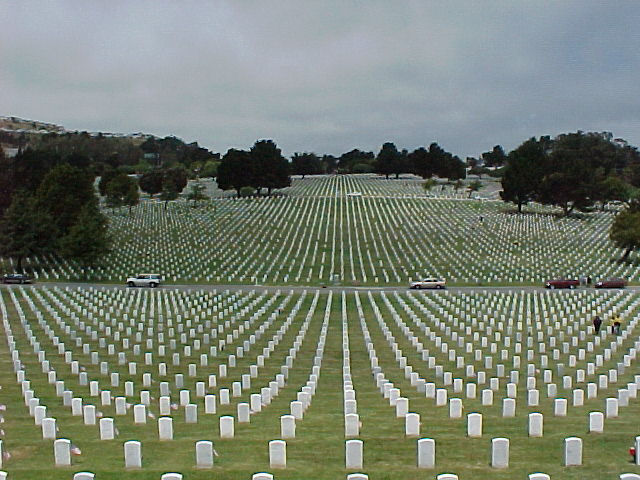
Golden Gate National Cemetery

Der Golden Gate National Cemetery ist ein US-amerikanischer Soldatenfriedhof bei San Bruno etwa 20 km südlich von San Francisco.

## Geschichte
Die ersten Bestattungen fanden während des Zweiten Weltkrieges ab 1941 statt. Die Anlage ist seit 2016 im National Register of Historic Places gelistet.

## Bekannte beigesetzte Persönlichkeiten
- Chester W. Nimitz, Oberbefehlshaber der alliierten Marineeinheiten im Pazifik während des Zweiten Weltkrieges
- Philip Habib, Diplomat
- Percy Kilbride, Schauspieler
- Leo J. Ryan, Politiker und Angehöriger des Repräsentantenhaus der Vereinigten Staaten
- Oliver Sipple, Veteran, Lebensretter von Gerald Ford bei einem Attentat in San Francisco
- Dan White, Mörder von George Moscone und Harvey Milk